# Site d'intérêt biologique et écologique
Un Site d'Intérêt Biologique et Écologique (SIBE) est un type d'aire protégée au Maroc. Les SIBE sont classés en trois catégories.
En 2022, il existait 154 SIBE couvrant 2,5 millions d'hectares.